# Appolinaire Bouketo
Appolinaire Bouketo – kongijski piłkarz grający na pozycji obrońcy. W swojej karierze rozegrał 1 mecz w reprezentacji Konga.

## Kariera klubowa
W swojej karierze piłkarskiej Bouketo grał w klubie Patronage Sainte-Anne.

## Kariera reprezentacyjna
W reprezentacji Konga Bouketo zadebiutował 17 stycznia 1992 w zremisowanym 1:1 grupowym meczu Pucharu Narodów Afryki 1992 z Algierią, rozegranym w Ziguinchorze. Był to jego jedyny mecz w kadrze narodowej.